# Place Ginette-Hamelin
La place Ginette-Hamelin est une voie située dans le quartier de Bercy du 12e arrondissement de Paris.

## Situation et accès
La place Ginette-Hamelin est accessible par les lignes de métro 6 à la station Bercy et 14 à la station Cour Saint-Émilion.

## Origine du nom
Elle porte le nom de Ginette Hamelin (1913-1944), qui fut la première femme française, ingénieure des travaux publics et une résistante FTP morte en déportation à Ravensbrück.

## Historique
La place est ouverte et prend sa dénomination actuelle lors de la restructuration de la ZAC de Bercy le 25 novembre 2003.

## Bâtiments remarquables et lieux de mémoire
- Longe l'arrière de la Cinémathèque française.